# Domaine d'Ushiku

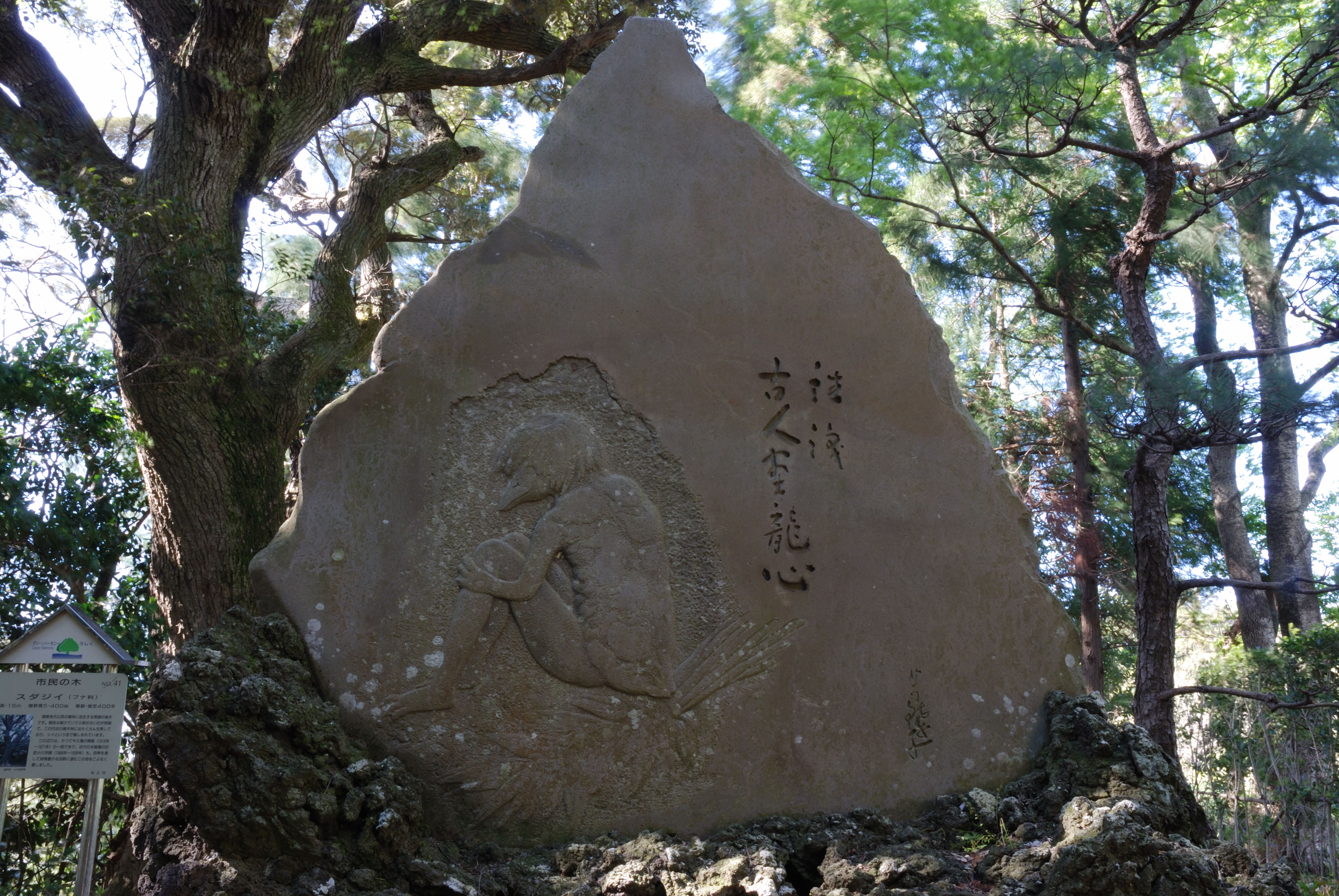
Le jin'ya d'Ushiku était situé sur une zone élevée entourée par l'Ushiku-numa, aussi appelé le Kappa-numa d'après la créature mythologique.

Le domaine d'Ushiku (牛久藩, Ushiku-han) est un fief féodal japonais de l'époque d'Edo situé dans la province de  Hitachi (actuelle préfecture d'Ibaraki). Il était dirigé à partir du jin'ya d'Ushiku dans l'actuelle ville d'Ushiku par le clan Yamaguchi durant toute son existence.

## Histoire
Le clan Yamaguchi est une branche cadette du clan Ōuchi et est originaire de l'actuelle préfecture de Yamaguchi. Yamaguchi Shigemasa sert Oda Nobukatsu avant d'entrer au service de Tokugawa Ieyasu. Pour ses efforts durant la bataille de Sekigahara, il reçoit un fief de 5 000 koku dans la province de Kazusa et un autre de 5 000 koku dans la province de Musashi auquel il ajoute un autre fief de 5 000 koku dans la province de Shimotsuke. Cependant, il offusque le shogunat Tokugawa quand il arrange le mariage de son fils et héritier, Yamaguchi Shigenobu, avec une des filles d'Ōkubo Tadachika sans avoir demandé l'autorisation du shogunat au préalable. Pour cette violation, il est spolié de ses terres et placé en résidence surveillée. Après s'être excusé, et après la mort au combat de Shigenobu lors du siège d'Osaka comme simple soldat, Ieyasu s'apaise et le restaure à la tête d'un fief de 15 000 koku dans la province de Tōtōmi. Il échange ce domaine avec un équivalent dans la province de Hitachi en 1628, marquant la création du domaine d'Ushiku.
Le 4e fils de Shigemasa et successeur, Yamaguchi Hirotaka, construit le jin'ya du domaine. Cependant, il offre également 5 000 koku du domaine à son frère cadet Shigetsune. Les descendants de Yamaguchi Hirotaka continuent de diriger le domaine de 10 000 koku jusqu'à la restauration de Meiji.
Après l'abolition du système han de juillet 1871, le domaine d'Ushiku devient une partie de la préfecture d'Ibaraki.
Le domaine avait une population de 8 604 personnes réparties dans 1 646 foyers selon un recensement de 1869, dont 434 personnes de 130 foyers comme samouraïs.

## Possessions à la fin de l'époque d'Edo
Comme la plupart des domaines japonais, Ushiku est composé de plusieurs territoires discontinus dont la valeur kokudaka est fondée sur une estimation périodique du potentiel agricole,.
- Province de Hitachi
  - 11 villages dans le district de Niihari
  - 13 villages dans le district de Kawachi
  - 2 villages dans le district de Shida
- Province de Shimosa
  - 1 village dans le district de Toyoda
  - 4 villages dans le district d'Okada
  - 2 villages dans le district de Soma

## Liste des daimyōs
| #                                | Nom                             | Règne     | Titre de courtoisie       | Rang de cour            | Kokudaka             |
| -------------------------------- | ------------------------------- | --------- | ------------------------- | ----------------------- | -------------------- |
| Clan Yamaguchi (fudai) 1628-1871 |                                 |           |                           |                         |                      |
| 1                                | Yamaguchi Shigemasa (山口 重政) | 1628-1635 | Tajima-no-kami (但馬守)   | 5e inférieur (従五位下) | 15 000 koku          |
| 2                                | Yamaguchi Hirotaka (山口弘隆)   | 1635-1677 | Tajima-no-kami (但馬守)   | 5e inférieur (従五位下) | 15 000 → 10 000 koku |
| 3                                | Yamaguchi Shigesada (山口 重貞) | 1677-1698 | Shuri-no-suke (修理亮)    | 5e inférieur (従五位下) | 10 000 koku          |
| 4                                | Yamaguchi Hirotoyo (山口 弘豊)  | 1698-1731 | Tajima-no-kami (但馬守)   | 5e inférieur (従五位下) | 10 000 koku          |
| 5                                | Yamaguchi Hironaga (山口 弘長)  | 1731-1768 | Shuri-no-suke (修理亮)    | 5e inférieur (従五位下) | 10 000 koku          |
| 6                                | Yamaguchi Hiromichi (山口 弘道) | 1768-1783 | Shuri-no-suke (修理亮)    | 5e inférieur 従五位下)  | 10 000 koku          |
| 7                                | Yamaguchi Hirochika (山口弘務)  | 1783-1787 | Izu-no-kami (伊豆守)      | 5e inférieur (従五位下) | 10 000 koku          |
| 8                                | Yamaguchi Hiromune (山口 弘致)  | 1787-1829 | Tajima-no-kami (但馬守)   | 5e inférieur (従五位下) | 10 000 koku          |
| 9                                | Yamaguchi Hirokuni (山口 弘封)  | 1829-1839 | Tajima-no-kami (但馬守)   | 5e inférieur (従五位下) | 10 000 koku          |
| 10                               | Yamaguchi Hirokata (山口 弘穀)  | 1839-1849 | Suo-no-kami (周防守)      | 5e inférieur (従五位下) | 10 000 koku          |
| 11                               | Yamaguchi Hiroakira (山口 弘敞) | 1849-1862 | Chikuzen-no-kami (筑前守) | 5e inférieur (従五位下) | 10 000 koku          |
| 12                               | Yamaguchi Hiroyoshi (山口 弘達) | 1862-1871 | Suo-no-kami (周防守)      | 5e inférieur (従五位下) | 10 000 koku          |